# Świątki (gemeente)
De gemeente Świątki is een landgemeente in het Poolse woiwodschap Ermland-Mazurië, in powiat Olsztyński.
De zetel van de gemeente is in Świątki.
Op 30 juni 2004 telde de gemeente 4273 inwoners.

## Oppervlakte gegevens
In 2002 bedroeg de totale oppervlakte van gemeente Świątki 163,8 km², waarvan:
- agrarisch gebied: 72%
- bossen: 10%

De gemeente beslaat 5,77% van de totale oppervlakte van de powiat.

## Demografie
Stand op 30 juni 2004:
| Omschrijving                   | Totaal | Totaal | Vrouwen | Vrouwen | Mannen | Mannen |
| ------------------------------ | ------ | ------ | ------- | ------- | ------ | ------ |
| eenheid                        | aantal | %      | aantal  | %       | aantal | %      |
| inwoners                       | 4273   | 100    | 2070    | 48,4    | 2203   | 51,6   |
| bevolkingsdichtheid (inw./km²) | 26,1   | 26,1   | 12,6    | 12,6    | 13,4   | 13,4   |

In 2002 bedroeg het gemiddelde inkomen per inwoner 1344,19 zł.

## Administratieve plaatsen (sołectwo)
Brzydowo, Garzewo, Gołogóra, Jankowo, Kalisty, Konradowo, Klony, Kwiecewo ,Różynka, Skolity, Świątki, Włodowo, Worławki.

## Overige plaatsen
Brzeźno, Dąbrówka, Drzazgi, Kiewry, Kłobia, Komalwy, Łumpia, Żardeniki.

## Aangrenzende gemeenten
Dobre Miasto, Dywity, Jonkowo, Lubomino, Łukta, Miłakowo, Morąg